# Dimitrije Frušić
Dimitrije Frušić, cirill betűkkel: Димитрије Фрушић; magyarosan: Frusics Demeter (Divos, 1790. január 24. – Trieszt, 1838. október 10.) szerb orvos.

## Élete
A bécsi egyetemen bölcseletet és orvostudományt hallgatott, 1815-ben lett orvos. 1819-ben költözött Trieszbe, az ottani kórházban dolgozott. Eltervezte egy újabb kórház, az Ospedale Maggiore felépítését a városban, melynek munkálatai 1833-ban el is kezdődtek, egyúttal pedig a politikai életnek is aktív résztvevője lett.
Szerkesztette Bécsben Dimitrije Davidović-csal együtt a Novina serbskih című szerb hírlapot 1813. augusztus 1-jétől 1816. május 23-áig.

## Családja
Felesége Jovanka, gyermekeik: Čedomil (szül. 1826. feb. 6.), Dušan (szül. 1827. márc. 7.) és Milica (szül. 1831. júl. 17.).

## Emlékezete
Könyvtárat neveztek el róla szülővárosában.

## Munkája
- Dissertatio inaug. medica de ictero. Viennae, 1815.